# Aterno-Pescara
Az Aterno-Pescara egy olaszországi folyó, Abruzzo régióban. Az ókorban Aternum néven ismerték. A Monti della Laga területén ered, Montereale mellett, a Monte Civitella (1603 m) lejtőin. A folyó forrás és Popoli község közötti szakaszának neve Aterno, majd a torkolatig Pescara néven ismert. Pescara városa mellett torkollik az Adriai-tengerbe. Mellékfolyói: Raio, Vera, Tirino, Orta, Lavino, Cigno és Nora. Dél-Olaszország legnagyobb vízgyűjtőjével rendelkezik.